# Sur la trace des Vikings
 (novembre 2015).
Sur la trace des Vikings est une sculpture monumentale en métal réalisée par Georges Saulterre et installée en 1990 en bordure de l'A13 sur le territoire de Sotteville-sous-le-Val. D'une taille de 20 mètres, elle pèse 22 000 kg. La société des autoroutes Paris-Normandie a acquis l'œuvre en 1990.
Georges Saulterre est également l'auteur, entre autres, des Flèches des cathédrales.